# Jacobs rum
Jacobs rum (originaltitel: Jacob's Room) är en roman från 1922 av Virginia Woolf. Den är hennes tredje roman, publicerad den 26 oktober 1922. Den första svenska utgåvan publicerades 1927, i översättning av Siri Thorngren-Olin.